# Indeed
Indeed è un motore di ricerca per trovare lavoro lanciato nel novembre 2004 di proprietà della società giapponese Recruit. Il sito raccoglie annunci di lavoro da migliaia di siti web, incluso bacheche di lavoro, quotidiani, associazioni, e pagine d'impiego di compagnie private. Coloro che cercano lavoro non inoltrano le loro domande d'impiego attraverso Indeed, ma ottengono una descrizione dell'annuncio originale e, se interessati, vengono ridiretti sul sito dal quale l'annuncio origina per poter inoltrare le loro domande di lavoro.  Indeed è disponibile in più di 50 paesi del mondo in 28 lingue. Dal primo aprile 2010, Indeed è il primo sito del suo genere disponibile in 5 continenti.

## Storia
Indeed è stato fondato da Paul Forster e Rony Kahan. La compagnia è privata con investimenti da parte di  The New York Times Company, Allen & Company and Union Square Ventures.
Nel 2005, Indeed ha lanciato la sua versione beta, per quello che loro chiamano pay per click. Oltre a ricercare annunci di lavoro, il sistema documenta la presenza di specifiche parole nel tempo, per creare un indicatore di  tendenze nel mercato del lavoro.
Il 13 maggio 2024 Indeed ha licenziato circa 1.000 dipendenti, pari a circa l'8% dell'azienda. L'amministratore delegato di Indeed, Chris Hyams, lo ha annunciato il 13 maggio in una lettera ai dipendenti, una mossa dettata in parte da “un rallentamento globale delle assunzioni”, si legge nel messaggio. Hyams ha dichiarato che la maggior parte dei licenziamenti è avvenuta negli Stati Uniti, soprattutto nell'ambito della ricerca e sviluppo e dei team di vendita. “Sebbene l'economia globale sia migliorata in diversi settori nell'ultimo anno, non siamo ancora pronti per una crescita sostenibile”, ha dichiarato Hyams. “Nonostante gli sforzi compiuti finora, la nostra organizzazione è ancora troppo complessa”, ha proseguito, indicando che l'azienda sta puntando a ‘semplificare’ le aree aziendali per rendere più rapido il processo decisionale.